# Сиговка (посёлок)
Сиговка — посёлок в Осташковском районе Тверской области. Административный центр Сиговского сельского поселения.

## География
Посёлок расположен на берегу озера Селигер. Через него проходит Сиговское шоссе и протекает одноимённая река. Расстояние до районного центра, города Осташков, 9 км.

## Население
| 1859 | 1992 | 2002 | 2010 |
| ---- | ---- | ---- | ---- |
| 11   | ↗624 | ↘529 | ↘448 |

По данным Всероссийской переписи, в 2010 году численность населения посёлка составляла 448 человек (209 мужчин и 239 женщин).

## Улицы
Уличная сеть посёлка состоит из 10 улиц.